# Zoropsis tangi
Espèce
Zoropsis tangi est une espèce d'araignées aranéomorphes de la famille des Zoropsidae.

## Distribution
Cette espèce est endémique de Mongolie-Intérieure en Chine. Elle se rencontre dans la ligue d'Alxa dans les monts Helan.

## Description
Le mâle holotype mesure 12,05 mm et la femelle paratype 16,21 mm.

## Étymologie
Cette espèce est nommée en l'honneur de Gui-ming Tang.

## Publication originale
- Li, Hu & Zhang, 2015 : A new Zoropsis species from China, with notes on Zoropsis pekingensis Schenkel, 1953 (Araneae, Zoropsidae). Zootaxa, no 3981(3), p. 444-450.